# 春風亭㐂いち
春風亭 㐂いち（しゅんぷうてい きいち、1988年6月3日 - ）は、日本の落語家。東京都武蔵野市吉祥寺出身。中学3年間(豊橋市立牟呂中学校)のみ愛知県にて過ごす。卒業後は東京に戻り高校進学。
かつては小林 ユウキチ名義で、俳優として活動。俳優活動時はアリエス→バードレーベルに所属していた。現在はカクタスに所属して活動を再開している。

## 経歴
2014年、落語家・春風亭一之輔に入門。
入門前に『Quick Japan vol.115』／特集「これからの20年を切り拓く役者たちの素顔」で、小林ユウキチとして春風亭一之輔と対談している。 また、演芸コラムニストの渡辺寧久が入門時の経緯を東京新聞に記している。  
前座名は「春風亭きいち」。初高座は2015年10月4日、新宿末広亭で『子ほめ』。
2019年5月21日、柳家寿伴、春風亭一猿、桃月庵白浪とともに二ツ目に昇進。「㐂いち」と改名。「春風亭喜いち」表記もあるが正式ではない。

## 俳優時代の主な出演

### 映画
2007年
- アルゼンチンババア（滝本信一）（監督：長尾直樹）
- Blue Labyrinth（監督：中村英児）
- 椿三十郎（八田覚蔵）（監督：森田芳光）

2008年
- シャカリキ!（松平健一）
- 三本木農業高校、馬術部 〜盲目の馬と少女の実話〜（高橋守）

2009年
- ぼくはうみがみたくなりました（浅野健二）

2010年
- 未来の記録

2011年
- ステキな金縛り
- 軽蔑（林公平）

2012年
- ヒミズ
- RIVER（佑二）
- マイウェイ 12,000キロの真実（長谷川辰雄／少年時代)
- Playback (映画)

2013年
- 千年の愉楽
- Sweet Sickness ※主演
- TOKYO SKY STORY
- 竜宮、暁のきみ（三好恭平）

2014年
- 最近、妹のようすがちょっとおかしいんだが。（神前夕哉）
- 女の穴（福田裕一）
- むらとうたう (小瀬村)
- ドライブイン蒲生 （須田満）

2015年
- 海のふた（オサム）

### テレビドラマ
NHK
- 妖しき文豪怪談 〜葉桜と魔笛〜 （2010年8月24日） - キンジ 役
- プレミアムドラマ「生涯ライバル 兄・長門裕之×弟・津川雅彦」（2012年4月15日） - 長門裕之 役
- はつ恋 （2012年） - 三島匡（1984年代） 役
- 連続テレビ小説「純と愛」第7週（2012年） - 中上靖鷹 役
- 連続テレビ小説「あまちゃん」第13週・第76回（2013年6月27日）
- 零戦〜搭乗員たちが見つめた太平洋戦争〜（2013年8月3日・8月10日、NHK BSプレミアム） ※ドラマ部分に出演
- 大河ドラマ　軍師官兵衛（2014年、NHK総合） - 黒田一成 役

TBS
- 女はそれを許さない 第3話（2014年11月4日） - 桑田トオル 役

### ラジオドラマ
- ヘブンズコール（2012年5月19日、NHK-FM） - 増田徹 役

### CM
- レオパレス21 早得篇（2009年）

### MV
- ASIAN KUNG-FU GENERATION「今を生きて」（2013年）

## 出演

### テレビ
- 笑点（2024年1月14日、日本テレビ）-「師弟ペア大喜利」部分に師匠の春風亭一之輔と共に出演

### 映画
- アララト　誰でもない恋人たちの風景 vol.3 （2021年、キングレコード）[6] ユキオ役